# Paris by Night (film 1988)
Paris by Night, a volte citato col titolo Paris by Night (Parigi di notte), è un film del 1988 diretto da David Hare.